# Weltcupfinale 2018 (Spring- und Dressurreiten)
| Weltcupfinale 2018   | Weltcupfinale 2018                                                      |
| -------------------- | ----------------------------------------------------------------------- |
| Turnierserien:       | FEI-Weltcup Dressurreiten 2017/2018, FEI-Weltcup Springreiten 2017/2018 |
| Austragungsort:      | AccorHotels Arena, Paris, Frankreich                                    |
| Teilnehmende Reiter: | 18 Dressurreiter; 39 Springreiter (ohne Rahmenprüfungen)                |
| Internet:            | feiworldcupfinals-paris.com                                             |

Das Weltcupfinale 2018 im Spring- und Dressurreiten war das Finale der Weltcupserien in zwei Pferdesportdisziplinen. Es wurde vom 10. bis zum 15. April 2018 in der AccorHotels Arena in Paris-Bercy durchgeführt.

## Pferdesport in Paris
Während die Dressurreiter über kein regelmäßiges internationales Turnier in Paris verfügen, zählt Paris zu den Millionenstädten mit der größten Dichte an wichtigen Springreitturnieren: Der erstmals in den 1860er Jahren ausgerichtete Concours central hippique de Paris zählte zu den ersten großen Springreitveranstaltungen weltweit. Das Turnier wurde letztmals 1958 im Grand Palais durchgeführt, wo seit 2010 der CSI 5* Saut Hermès seine Austragungsstätte hat.
In Villepinte wird jeweils im November/Dezember der Salon du Cheval de Paris mit einem Weltcupturnier der Voltigierer und einer Etappe des Longines Masters Grand Slam im Springreiten durchgeführt. Die Global Champions Tour/League führt eine ihrer Stationen auf dem Champ de Mars durch und auch Versailles war bereits Austragungsort eines CSI 5*-Springreitturniers.
Die AccorHotels Arena, damals noch unter dem Namen Palais Omnisports, war selbst bis 2005 Veranstaltungsort einer Etappe des Springreiterweltcups – des Jumping International Paris-Bercy. Letzte Sieger des hiesigen Weltcupspringens waren Rodrigo Pessoa und Baloubet du Rouet.
Beide Disziplinen richteten zuvor bereits einmal ein Weltcupfinale in Paris aus: Im Springreiten 1987 und im Dressurreiten im Jahr 1991.

## Dressurreiten

### Qualifizierte Teilnehmer
Bei den Dressurreitern gab es zwei Absagen kurz vor dem Finale: Die Australierin Mary Hanna hatte die weite Anreise nach Europa bereits im Februar hinter sich gebracht, verzichtete jedoch aus gesundheitlichen Gründen ihres Pferdes. Die FEI fragte daraufhin bei Cathrine Dufour (als weltranglistenhöchste nicht qualifizierte Reiterin) für eine Finalteilnahme an, diese sah aufgrund der zu kurzen Vorbereitungszeit von nur vier Tagen für ihr Pferd davon ab. Den Wildcard-Platz übernahm gemäß Weltranglistenreihung Hayley Watson-Greaves, nachdem zuvor auch der noch in den Vereinigten Staaten befindliche Steffen Peters angefragt worden war.
Einen Tag später verzichtete auch Tinne Vilhelmson Silfvén, die Teil der Wintersaison in Florida verbracht hatte, auf ihren Finalstartplatz. Auch ihr Pferd war nicht fit für den Wettkampf. Die somit zur Verfügung stehende weitere Wildcard erhielt Morgan Barbançon Mestre.
| Weltcupliga                              | Anzahl der Reiter, die sich aus dieser Liga für das Weltcupfinale qualifizieren | qualifizierte Teilnehmer |
| ---------------------------------------- | ------------------------------------------------------------------------------- | --- |
| Zentraleuropaliga                        | 2                                                                               | Inessa Merkulowa Hanna Karasiowa |
| Nordamerikanische Liga                   | 2                                                                               | Laura Graves Shelly Francis |
| Pazifische Liga                          | 1                                                                               | Mary Hanna (Absage, damit weitere Wildcard) |
| Westeuropaliga                           | 9                                                                               | Patrik Kittel Dorothee Schneider Jessica von Bredow-Werndl Madeleine Witte-Vrees Edward Gal Daniel Bachmann-Andersen Tinne Vilhelmson Silfvén (Absage, damit weitere Wildcard) Belinda Weinbauer Emile Faurie |
| Teilnehmer aus Gebieten ohne Weltcupliga | 1                                                                               | Yvonne Losos de Muñiz |
| Weltcupsieger 2016/2017                  | 1                                                                               | Isabell Werth |
| Wildcards der FEI                        | 2                                                                               | Ellesse Tzinberg Ludovic Henry Hayley Watson-Greaves Morgan Barbançon Mestre |

### Ablauf und Ergebnisse

#### Grand Prix
Für die Dressurreiter stand am Nachmittag des Freitags (13. April) die erste Prüfung des Finalturniers auf dem Programm. Der Grand Prix diente als Einlaufprüfung: Die Teilnahme war (wie bei den Qualifikationen) verpflichtend, das Ergebnis hat jedoch für den Ausgang des Finals keine direkte Bedeutung.
Das sechste Starterpaar des Grand Prix schien der Aufgabe vor der Atmosphäre der gut 15.000 Zuschauer fassenden Halle nicht gewachsen: Die für die Philippinen reitende Ellesse Tzinberg und ihr erfahrener Wallach Triviant hatten bei Freiluftturnieren in den Vereinigten Staaten mehrfach Grand Prix-Ergebnisse von etwa 65 Prozent erzielt. In Paris kamen sie nur auf 58,292 Prozent. Im versammelten Schritt, in der Passage und den Einerwechseln erhielt sie von einzelnen Richtern nur eine Eins als Wertungsnote („sehr schlecht“). Da ein Ergebnis von 60 Prozent das Mindestqualifikationskriterium für die Grand Prix Kür waren, verpasste sie den Einzug in die Finalprüfung.
Deutlich besser verkrafteten den Wechsel von der Sonne Floridas zur Halle von Paris Laura Graves und ihr inzwischen 16-jähriger Verdades. Mit über 81 Prozent setzte sie sich als viertletzte Starterin klar in Führung. Die Weltcupfinalsieger des Vorjahres, Isabell Werth und Weihegold OLD, zeigten sich bis zur 17. Lektion erwartungsgemäß stark mit mehreren mit Neun bewerteten Lektionen. Doch dann leisteten sie sich Fehler im starken Galopp, in den Zick-Zack-Traversalen und in den Einerwechseln. Auch wenn sie sich anschließend wieder auf 9er-Noten-Niveau einpendelten, kam Werth im Gesamtergebnis auf drei Prozent weniger als Graves, die damit zum zweiten Mal nach dem CHIO Aachen 2017 gegen Isabell Werth siegreich war.
Ergebnis:
|   | Reiter                    | Pferd           | Bewertung |
| - | ------------------------- | --------------- | --------- |
| 1 | Laura Graves              | Verdades        | 81,413 %  |
| 2 | Isabell Werth             | Weihegold OLD   | 78,261 %  |
| 3 | Jessica von Bredow-Werndl | Unee BB         | 75,668 %  |
| 4 | Dorothee Schneider        | Sammy Davis Jr. | 75,311 %  |
| 5 | Patrik Kittel             | Deja            | 74,689 %  |

(beste 5 von 18 Teilnehmern)

#### Grand Prix Kür (Finale)

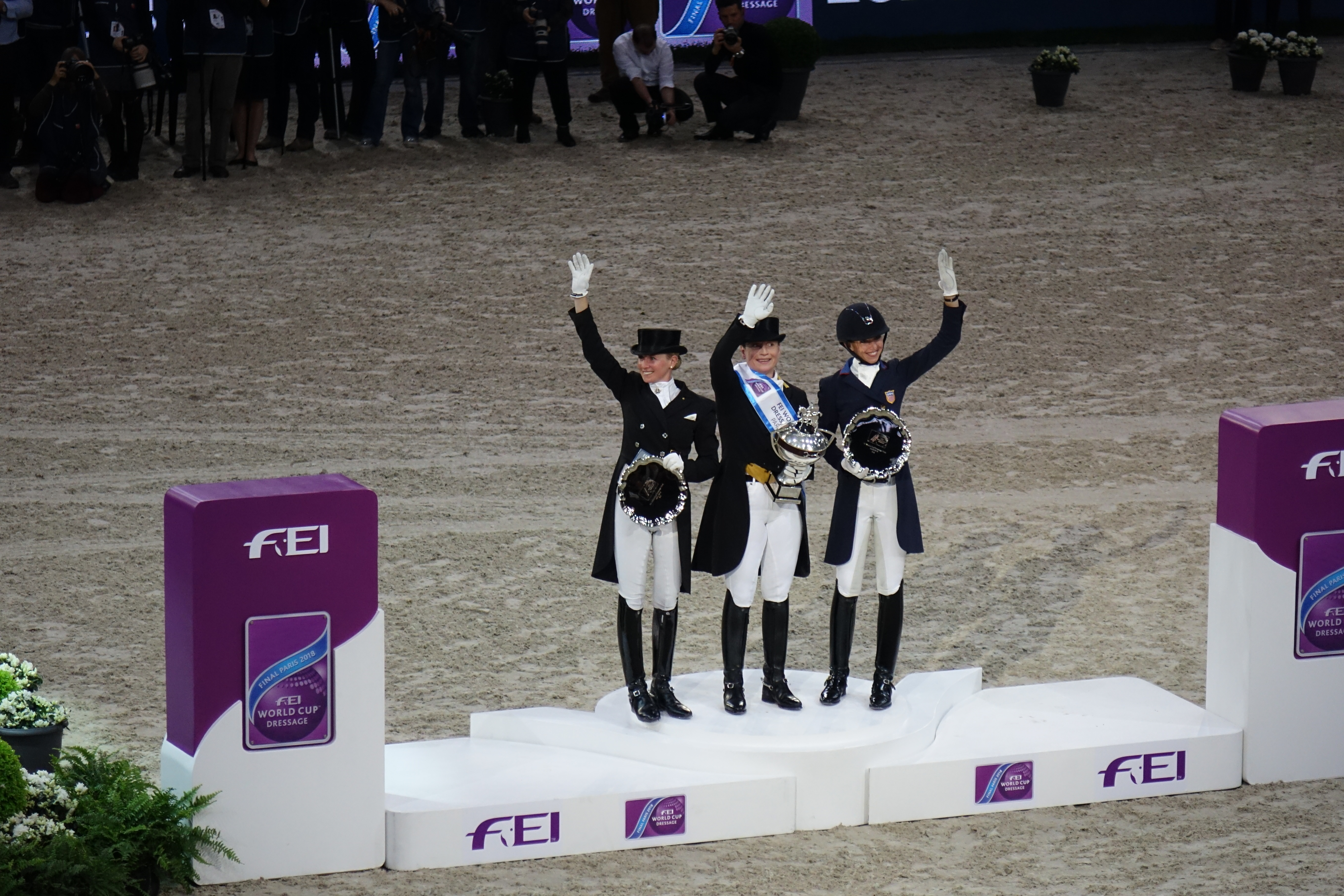
Podium des Dressur-Weltcupfinals 2018

Ohne einen Pausentag stand weniger als 24 Stunden später bereits das Finale an: Am 14. April ab 14:00 Uhr wurde die Grand Prix Kür durchgeführt. Anhand des Ergebnisses dieser Prüfung wurde der Weltcupsieger ermittelt. Die Weltcupkür war mit 275.000 Euro dotiert.
Erste Starterin in der Kür war die US-Amerikanerin Shelly Francis mit dem Rappwallach Danilo. Nachdem sie im Grand Prix mit 68,326 Prozent nur auf Rang 17 gekommen war, überzeugte sie die Richter insbesondere in der B-Note. Mehrere Richter gaben ihr dort über 80 Prozent, 74,189 Prozent als Gesamtnote reichten am Ende für den zwölften Platz. Die beste Bewertung der ersten Hälfte des Starterfelds erhielten Daniel Bachmann-Andersen und der KWPN-Hengst Zack. Ihnen gelang als erste der Sprung über 80 Prozent als Gesamtergebnis. Als letztes Paar der ersten Hälfte verpassten Inessa Wiktorowna Merkulowa|Inessa Merkulowa und ihr Trakehner Mister X die 80 Prozent, bewiesen jedoch erneut ihre Stellung als stärkstes osteuropäisches Paar im Dressursport.
Den Auftakt zur zweiten Hälfte machten Edward Gal und Zonik, ein Sohn des kurz zuvor gestarteten Zack (79,654 Prozent). Bestes niederländisches Paar waren jedoch die nachfolgend angetretenen Madeleine Witte-Vrees und Cennin. Mit Belinda Weinbauer war auch eine Reiterin aus Österreich am Start. Doch Weinbauer kam mit dem 16-jährigen Söhnlein Brilliant MJ aufgrund von Fehlern in den Einer- und Zweierwechseln nicht an ihre Bestleistungen dieser Weltcupsaison heran, 74,050 Prozent reichten am Ende für Rang 13.
Hochkonzentriert zeigte sich Deja, die 14-jährige Stute von Patrik Kittel. Seine Kür mit Stevie Wonders Isn't she lovely als zentralem Musikstück wurde vom Publikum frenetisch gefeiert, auch die Richter vergaben sehr hohe B-Noten (zwei Richter sogar im 90-Prozent-Bereich). Mit 83,146 Prozent war dies die neue Führung. Mit weniger mitreißender, dafür sehr tragender Musik und einer technisch sehr anspruchsvollen Lektionsfolge gingen die Sieger des Vortages ins Viereck. Laura Graves und Verdades erhielten A-Noten um 83 Prozent und B-Noten weit über 90 Prozent. Mit der Gesamtnote von 89,082 Prozent bestand eine realistische Chance auf den Weltcupfinalsieg.
Unglücklich war der Kürauftakt für die nach Graves startende Dorothee Schneider. Ihre Kürmusik erklang nicht auf ihr Handzeichen. Erst nach längerem Warten konnte sie ihre Kür dann doch mit Musik starten. Doch Schneider ließ sich hiervon nicht verunsichern und kam mit ihrem 12-jährigen Sammy Davis Jr. auf 81,843 Prozent. Schneiders Ritt hatte ein deutsches Trio zum Abschluss der Prüfung eröffnet, es folgte Isabell Werth. Anders als am Vortag leistete sie sich mit Weihegold OLD keine Fehler und konnte an die Bestergebnisse der Stute anknüpfen. Mit 90,657 Prozent gelang es ihr, Laura Graves noch die Führung abzunehmen. Dies sollte auch das beste Ergebnis bis zum Prüfungsende bleiben, Werth verteidigte ihren Weltcupfinalsieg.
Jessica von Bredow-Werndl hatte das Los den letzten Startplatz der Kür zugewiesen. Nachdem sie bei ihrem letzten Weltcupstart in Göteborg mit Unee BB noch aufgab, zeigte sich der Hengst in Paris wieder in Topform. 83,725 Prozent reichten – wie bereits beim Finale 2016 – für den dritten Rang.
Ergebnis:
|    | Reiter                    | Pferd                 | Bewertung |
| -- | ------------------------- | --------------------- | --------- |
| 1  | Isabell Werth             | Weihegold OLD         | 90,657 %  |
| 2  | Laura Graves              | Verdades              | 89,082 %  |
| 3  | Jessica von Bredow-Werndl | Unee BB               | 83,725 %  |
| 4  | Patrik Kittel             | Deja                  | 83,146 %  |
| 5  | Dorothee Schneider        | Sammy Davis Jr.       | 81,843 %  |
| 6  | Madeleine Witte-Vrees     | Cennin                | 81,336 %  |
| 7  | Daniel Bachmann-Andersen  | Zack                  | 80,532 %  |
| 8  | Edward Gal                | Zonik                 | 79,654 %  |
| 9  | Inessa Merkulowa          | Mister X              | 79,139 %  |
| 10 | Morgan Barbançon Mestre   | Sir Donnerhall II OLD | 76,207 %  |
| 11 | Hayley Watson-Greaves     | Rubins Nite           | 75,346 %  |
| 12 | Shelly Francis            | Danilo                | 74,189 %  |
| 13 | Belinda Weinbauer         | Söhnlein Brilliant MJ | 74,050 %  |
| 14 | Ludovic Henry             | After You             | 72,786 %  |
| 15 | Yvonne Losos de Muñiz     | Foco Loco W           | 72,679 %  |
| 16 | Patrick van der Meer      | Zippo                 | 72,289 %  |
| 17 | Hanna Karasiowa           | Zodiak                | 70,621 %  |

## Springreiten

### Qualifizierte Teilnehmer (Weltcup)
Bedingt durch den Finalstandort in Mitteleuropa traten die aus der Westeuropaliga qualifizierten Reiter fast komplett in Paris an. Absagen kamen nur von den Reitern aus dem Stall von Jan Tops, Edwina Tops-Alexander und Alberto Zorzi, sowie von Christian Ahlmann. Ahlmann verzichtete, da sein für den Start im Weltcupfinale vorgesehenes Pferd Epleaser van´t Heike sich verletzt hatte. Damit verringerte sich das Aufgebot des ohnehin in einer Schwächephase befindlichen deutschen Springreitsports auf zwei Reiter: Marcus Ehning und Daniel Deußer.
Die Schweiz ist ebenso mit zwei Reitern in Paris vertreten: Steve Guerdat hatte sich ohnehin über die Westeuropaliga qualifiziert. Paul Estermann war dort nur 23. geworden, profitierte jedoch davon, dass kurzfristig Max Kühner (der selbst Nachrücker war) seinen Start absagte. Der in den Vereinigten Staaten lebende Beat Mändli war über die Nordamerikanische Liga für das Finale qualifiziert, scheute jedoch die lange Anreise und legt den Fokus mehr auch die Weltreiterspiele im Spätsommer. Trotz eben dieser weiten Anreise stellten die Vereinigten Staaten das größte Aufgebot beim Weltcupfinale, man nutzte alle seine zehn Startplätze.
Die wohl weiteste Anreise hatten die zwei über die Australische Liga qualifizierten Teilnehmer, die beide die Reise nach Europa antraten.
| Weltcupliga                                         | Anzahl der Reiter, die sich aus dieser Liga für das Weltcupfinale qualifizieren | qualifizierte Teilnehmer |
| --------------------------------------------------- | ------------------------------------------------------------------------------- | --- |
| Arabische Liga                                      | 3                                                                               | Ibrahim Bisharat Mohammad Osama El Borai (Absage) Abdulrahman Alrajhi (Nachrücker) |
| Kaukasus-Kaspische Liga                             | 1                                                                               | Shalva Gachechiladze (Absage) |
| Zentralasiatische Liga                              | 1                                                                               | Nurjon Tuyakbaev (Absage) |
| Chinesische Liga                                    | 1                                                                               | Ruiji Liang (Absage) |
| Zentraleuropaliga                                   | 3                                                                               | Urmas Raag Aleš Opatrný (Absage) Kristaps Neretnieks Rein Pill (Nachrücker) |
| Japanliga                                           | 1                                                                               | Keisuke Koike (Absage) |
| Nordamerikanische Liga                              | 7 US-Amerikaner aus der Ostküsten-Subliga                                       | Alison Robitaille Devin Ryan Beezie Madden Kristen Vanderveen Sarah Scheiring Andrew Kocher Jack Towell (Absage) Charlie Jacobs (Nachrücker) |
| Nordamerikanische Liga                              | 3 US-Amerikaner aus der Westküsten-Subliga                                      | Richard Spooner Mandy Porter (Absage) Jamie Barge Jenni McAllister (Nachrücker) |
| Nordamerikanische Liga                              | 2 Kanadier (beide Subligen)                                                     | Isabelle Lapierre (Absage) Ali Ramsay (Absage) |
| Nordamerikanische Liga                              | 2 Mexikaner (beide Subligen)                                                    | Luis Alejandro Plascencia Oñate (Absage) Gustavo Ramos |
| Nordamerikanische Liga                              | Zusatzreiter (beide Subligen)                                                   | Beat Mändli (Absage) Conor Swail (Absage) |
| Australische Liga                                   | 2                                                                               | Billy Raymont Jamie Kermond |
| Neuseeländische Liga                                | 1                                                                               | Rose Alfeld (Absage) |
| Südafrikaliga                                       | 1                                                                               | Lisa Williams (Absage) |
| Mittelamerikanische und Karibische Liga             | 1                                                                               | Liga nicht ausgetragen |
| nördliche Südamerikanische Liga                     | 1                                                                               | Santiago Medina (Absage) |
| südliche Südamerikanische Liga                      | 2                                                                               | Felipe Amaral Artemus de Almeida (Absage) |
| Südostasiatische Liga                               | 1                                                                               | Jaruporn Limpichati (Absage) |
| Westeuropaliga                                      | 18                                                                              | Henrik von Eckermann Kevin Staut Marcus Ehning Edwina Tops-Alexander ° (Absage) Denis Lynch Christian Ahlmann (Absage) Michael Whitaker Roger-Yves Bost Pieter Devos Daniel Deußer Carlos Enrique Lopez Lizarazo ° Harrie Smolders Alberto Zorzi (Absage) Steve Guerdat Eduardo Álvarez Aznar Robert Whitaker Douglas Lindelöw Mark McAuley Olivier Philippaerts Simon Delestre Julien Epaillard (Nachrücker) Max Kühner (Nachrücker, Absage) Paul Estermann (Nachrücker) |
| Sonderstartplatz für Teilnehmer des Gastgeberlandes | 1                                                                               | nicht zutreffend, da französische Reiter für das Weltcupfinale qualifiziert sind |
| Weltcupsieger 2016/2017                             | 1                                                                               | McLain Ward |

° Zusatzreiter: Soweit ein Reiter seinen Wohnsitz in einem anderen Staat als seinem Heimatland hat, kann er in der Liga dieses Landes teilnehmen und wird zunächst auch für diese Liga gewertet. Soweit er sich anhand des Reglements dieser Liga für das Weltcupfinale qualifiziert, zählt er als zusätzlicher Teilnehmer nicht für die (begrenzte) Startplatzanzahl dieser Liga.

### Ablauf

#### Weltcupfinale
Der 10. April war ein Tag noch ohne Prüfungen, an den neben der ersten Untersuchung der am Weltcup teilnehmenden Pferde ein Trainingsparcours aufgebaut war. Pro Pferd durfte dieser 90 Sekunden lang genutzt werden, um Pferde mit der Halle vertraut zu machen. Einen Tag später konnten die Weltcupreiter mit bis zu zwei Pferden an einer Einlaufprüfung teilnehmen, die nicht für die Weltcupwertung zählte.

##### 1. Teilprüfung
Am Abend des 12. April (Donnerstag) stand die erste Teilprüfung des Weltcupfinals der Springreiter auf dem Programm. Aufgabe für die Teilnehmer war eine Zeitspringprüfung. Das Ergebnis wurde anschließend, wie im Artikel FEI-Weltcup Springreiten erläutert, in Punkte umgerechnet.
Der Parcours war für ein Zeitspringen anspruchsvoll aufgebaut, so dass es bis zum achten Reiter dauerte, bis erstmals eine fehlerfreie Runde verzeichnet werden konnte. Nur acht der 37 Starter blieben ohne Hindernisfehler. Den schnellsten Ritt zeigte eines der stärksten Paare der Weltcupsaison: Henrik von Eckermann kam mit Mary Lou in 60,33 Sekunden in das Ziel. Dabei leisteten sie sich zwar einen Hindernisfehler, trotz der hierdurch hinzukommenden vier Sekunden reichte es für Platz fünf in der ersten Teilprüfung. Vor ihm platzierten sich zwei US-Amerikaner sowie die zwei deutschen Reiter. Beezie Madden kassierte mit ihrem Tagessieg den größten Anteil des Prüfungspreisgeldes von 100.000 Euro.
Ergebnis:
|    | Reiter                        | Pferd                 | Zeit                              | Punkte (Gesamtwertung) |
| -- | ----------------------------- | --------------------- | --------------------------------- | ---------------------- |
| 1  | Beezie Madden                 | Breitling             | 61,89 s + 0 Strafsekunden = 61,89 | 38                     |
| 2  | Daniel Deußer                 | Cornet d'Amour        | 62,61 s + 0 Strafsekunden = 62,61 | 36                     |
| 3  | Devin Ryan                    | Eddie Blue            | 62,84 s + 0 Strafsekunden = 62,84 | 35                     |
| 4  | Marcus Ehning                 | Cornado NRW           | 62,90 s + 0 Strafsekunden = 62,90 | 34                     |
| 5  | Henrik von Eckermann          | Mary Lou              | 60,33 s + 4 Strafsekunden = 64,33 | 33                     |
| 6  | Pieter Devos                  | Espoir                | 64,67 s + 0 Strafsekunden = 64,67 | 32                     |
| 7  | Eduardo Álvarez Aznar         | Rokfeller de Pleville | 65,02 s + 0 Strafsekunden = 65,02 | 31                     |
| 8  | Carlos Enrique Lopez Lizarazo | Admara                | 65,30 s + 0 Strafsekunden = 65,30 | 30                     |
| 9  | Douglas Lindelöw              | Zacramento            | 65,40 s + 0 Strafsekunden = 65,40 | 29                     |
| 10 | McLain Ward                   | Azur                  | 61,67 s + 4 Strafsekunden = 65,67 | 28                     |

(beste 10 von 37 Teilnehmern)

##### 2. Teilprüfung
24 Stunden nach Beginn der ersten Teilprüfung folgte der zweite Teil des Weltcupfinals der Springreiter. Ausgerichtet wurde die zweite Teilprüfung als Springprüfung mit einmaligem Stechen. Parcoursbauer Santiago Varela hatte einen Springkurs mit Hindernissen von bis zu 1,60 Meter Höhe aufgebaut, dessen erlaubte Zeit von 75 Sekunden sich als äußerst knapp erweisen sollte.
Es gingen noch 36 Reiter an den Start. Gustavo Ramos trat nicht mehr an, nachdem er in der ersten Teilprüfung 40 Strafpunkte auf seine Zeit von 88,84 hinzubekommen hatte. Denis Lynch wurde disqualifiziert, nachdem (wohl durch einen Sporenstich) eine leicht blutende Stelle an seinem Wallach festgestellt wurde. Nicht disqualifiziert, aber unter Beobachtung stand nach seinem Ritt Carlos Enrique Lopez Lizarazo. In aussichtsreicher Lage in der Rangierung befindlich, zog sein Wallach Admara beim Überwinden der Hindernisse die Hinterbeine unnatürlich vorsichtig extrem hoch. Lopez Lizarazo blieb ohne Hindernisfehler, lag mit nur einem Zeitstrafpunkt in der Zwischenwertung anschließend auf dem siebenten Rang. Vor dem Hintergrund des Verbots bestimmter Hinterbeingamaschen ab 2021, die extrem festgezogen werden können, kamen im Rahmen der Pressekonferenz Fragen hierzu auf. Erklärt wurde das Verhalten des Pferdes damit, dass es beim Abreiten mit den Hinterbeinen einmal hart angeschlagen sei. Der Direktor der FEI für den Springreitsport, John Roche, ermahnte den Reiter und ließ sich zusagen, dass Lopez Lizarazo die Gamaschen nicht mehr verwenden würde.
Henrik von Eckermann konnte sich mit einer Runde ohne Fehler deutlich nach vorne in der Weltcuprangierung arbeiten, da die beiden vor ihm platzierten deutschen Reiter patzten. Marcus Ehning unterliefen drei Hindernisfehler, hiervon zwei in der dreifachen Kombination. Daniel Deußer bekam sogar 14 Strafpunkte: Er bekam keine richtige Distanz zur zweifachen Kombination, Cornet d'Amour riss deutlich die Stange des Einsprungs und bekam keine Absprungdistanz mehr zum zweiten Sprung des Hindernisses.
Ein weites Mal ohne Springfehler und damit auf Platz drei der Zwischenwertung war ein in Europa noch weitestgehend unbekanntes Paar: Der 36-jährige Weltcupfinaldebütant Devin Ryan und sein Schimmel Eddie Blue, mit neun Jahren das jüngste Pferd im Starterfeld. Ihren Spitzenplatz halten konnte Beezie Madden, die mit Breitling auch fehlerfrei blieb.
Im Stechen fanden sich mehrere Reiter wieder, die vor dem Weltcupfinale als aussichtsreich eingeschätzt wurden, jedoch in der ersten Teilprüfung diesen Erwartungen nicht gerecht geworden waren. Kevin Staut hatte in der ersten Teilprüfung 20 Strafsekunden kassiert und daraufhin zusammen mit den Pferdeeigner beschlossen, seinen 17-jährigen Wallach Reveur de Hurtebise zeitnah aus dem Sport zu verabschieden. Mit Silver Deux de Virton hingegen blieb er in der zweiten Teilprüfung ohne Fehler und legte als erster Reiter im Stechen auch gleich einen fehlerfreien Stechritt in 36,87 Sekunden vor. Auch Harrie Smolders hatte nach der ersten Prüfung das Pferd gewechselt und hatte sich mit seinem Fuchshengst Emerald für das Stechen qualifiziert. Hier wurde er seiner Favoritenrolle gerecht und setzte sich deutlich in Führung. Doch die Schlussreiterin war nochmals schneller: Beezie Madden gewann auch die zweite Teilprüfung, die mit 150.000 Euro dotiert war.
Ergebnis:
|               | Reiter               | Pferd                 | 1. Umlauf | 1. Umlauf     | Stechen  | Stechen | Punkte (Gesamtwertung) |
| Straf- punkte | Reiter               | Pferd                 | Zeit (s)  | Straf- punkte | Zeit (s) |         | Punkte (Gesamtwertung) |
| ------------- | -------------------- | --------------------- | --------- | ------------- | -------- | ------- | ---------------------- |
| 1             | Beezie Madden        | Breitling             | 0         | -             | 0        | 33,22   | 38                     |
| 2             | Harrie Smolders      | Emerald               | 0         | -             | 0        | 33,44   | 36                     |
| 3             | Henrik von Eckermann | Mary Lou              | 0         | -             | 0        | 33,92   | 35                     |
| 4             | Olivier Philippaerts | Legend of Love        | 0         | -             | 0        | 35,19   | 34                     |
| 5             | Kevin Staut          | Silver Deux de Virton | 0         | -             | 0        | 36,87   | 33                     |
| 6             | Jamie Barge          | Luebbo                | 0         | -             | 0        | 37,02   | 32                     |
| 7             | McLain Ward          | Azur                  | 0         | -             | 4        | 32,74   | 31                     |
| 8             | Douglas Lindelöw     | Zacramento            | 0         | -             | 4        | 32,85   | 30                     |
| 9             | Simon Delestre       | Chesall               | 0         | -             | 4        | 35,57   | 29                     |
| 10            | Devin Ryan           | Eddie Blue            | 1         | 75,09         |          |         | 28                     |

(beste 10 von 36 Teilnehmern)

##### 3. Teilprüfung
Nach einem Tag Pause für die Pferde des Weltcupfinals stand die dritte und damit letzte Teilprüfung auf dem Programm. Diese wurde am 15. April ab 14:00 Uhr durchgeführt. Ausgeschrieben war die Prüfung als Springprüfung mit zwei unterschiedlichen Umläufen. Sie wurde nicht gegen die Zeit geritten, eine erlaubte Zeit war jedoch vorgesehen. Bei Punktgleichheit im Gesamtreglement wurde jedoch die Zeit des zweiten Umlaufs als Unterscheidungskriterium herangezogen.
29 Starter waren im ersten Umlauf noch am Start. Für die Schweizer Reiter verlief der erste Umlauf gut: Paul Estermann war der erste Reiter, der hier ohne Fehler blieb, auch Steve Guerdat beendete den Umlauf fehlerfrei. Marcus Ehning bekam einen Hindernisfehler hinzu, während Daniel Deußer mit Cornet d'Amour mit einem Null-Fehler-Ritt sein Ergebnis halten konnte.
Simon Delestre war von den vier Franzosen derjenige gewesen, der nach zwei Teilprüfungen am besten rangiert war (auf Platz zwölf). Im ersten Umlauf der dritten Teilprüfung jedoch bekam er mit Chesall gleich 19 Strafpunkte, so dass er sich nicht mehr für den zweiten Umlauf der besten 20 Reiter qualifizieren konnte. Auch Kevin Staut verpasste einen Platz unter den besten 20, nur Roger-Yves Bost gelang diese Qualifikation. Während die drei mit acht Punkten in diese Teilprüfung gestarteten Reiter (Lindelöw, Philippaerts, Ward) jeweils vier Strafpunkte hinzubekamen, blieb die Spitzengruppe (Ryan, von Eckermann, Madden) fehlerfrei.
Der zweite Umlauf war, wie vom Weltcupreglement vorgegeben, etwa gleich lang wie der des ersten Umlauf, doch vom Anspruch her nochmals spürbar höher. Michael Whitakers Pferd Hot Stuff war im ersten Umlauf des Tages noch ohne Hindernisfehler geblieben, im zweiten Umlauf zeigte sich die nachlassende Kraft. Nach mehreren Abwürfen verzichtete Whitaker gegen Ende des Umlaufs auf das Anreiten einer nicht ganz passenden Distanz, kassierte vier Strafpunkte für eine Verweigerung und ritt den Sprung erneut an. Mit 17 Strafpunkten aus diesem Umlauf kam er auf Rang 20. Nach hinten durchgereicht wurde auch Harrie Smolders: Nach acht Strafpunkten im ersten Umlauf kam sein Hengst Emerald auch im zweiten Umlauf nicht an die gewohnten Leistungen heran (zwölf weitere Strafpunkte, Platz 17).
Das Finale zufrieden abschließen konnte der Sieger der Zentraleuropaliga: Mit nur zwei Zeitstrafpunkten in diesem letzten Umlauf kam Urmas Raag auf Rang 15. Seine Stute Ibelle van de Grote Haart ließ sich von ihrem Reiter mit lockeren, zeitweise hängenden Zügeln über die Hindernisse des Weltcupfinals steuern und wurde noch in Paris in die Vereinigten Staaten verkauft. Steve Guerdat konnte sich mit einer weiteren fehlerfreien Runde von Bianca weiter nach vorne arbeiten, gleiches galt für Marcus Ehning und Daniel Deußer (letzterer mit einem Zeitstrafpunkt). Für Deußer sollte es am Ende sogar zu Rang acht reichen, da von den nachfolgenden Reitern nur noch einer ohne Fehler bleiben sollte.
Aufgrund mehrerer Vier-Fehler-Ritte lagen vor den letzten drei Startern vier Reiter mit 16 Punkten in Führung, so dass sich ein deutlicher Abstand zur Spitzengruppe herausgebildet hatte. Auch Henrik von Eckermann unterlief mit Mary Lou früh im Umlauf ein Fehler. Die sich daraus ergebende Chance ergriff Devin Ryan, mit Eddie Blue blieb er (als einziger Reiter) über alle Runden hinweg ohne Hindernisfehler. Doch aufgrund ihrer Siege in den ersten beiden Prüfungen hatte Beezie Madden einen Vorsprung von sechs Strafpunkten. Eine fallende Stange ließ den Abstand zusammenschmelzen, doch Madden kam mit Breitling ohne weitere Fehler in das Ziel. Damit stand ihr zweiter Weltcupfinalsieg nach 2013 fest.
Den Tagessieg und damit die größten Anteile am Tagespreisgeld von 300.000 Euro sicherten sich Steve Guerdat und Devin Ryan mit ihren Doppel-Nullrunden. Unter den besten 16 der Weltcupfinal-Gesamtwertung wurden nochmals 750.000 Euro ausgeschüttet.
Ergebnis:
|           | Reiter                        | Pferd                     | Strafpunkte | Strafpunkte | Strafpunkte |
| 1. Umlauf | Reiter                        | Pferd                     | 2. Umlauf   | Gesamt      |             |
| --------- | ----------------------------- | ------------------------- | ----------- | ----------- | ----------- |
| 1         | Steve Guerdat                 | Bianca                    | 0           | 0           | 0           |
| 1         | Devin Ryan                    | Eddie Blue                | 0           | 0           | 0           |
| 3         | Daniel Deußer                 | Cornet d'Amour            | 0           | 1           | 1           |
| 4         | Marcus Ehning                 | Cornado NRW               | 4           | 0           | 4           |
| 4         | Eduardo Álvarez Aznar         | Rokfeller de Pleville     | 0           | 4           | 4           |
| 4         | Henrik von Eckermann          | Mary Lou                  | 0           | 4           | 4           |
| 4         | Beezie Madden                 | Breitling                 | 0           | 4           | 4           |
| 8         | Urmas Raag                    | Ibelle van de Grote Haart | 5           | 2           | 7           |
| 8         | Carlos Enrique Lopez Lizarazo | Admara                    | 5           | 2           | 7           |

(beste neun von 29 Teilnehmern)

##### Endstand
|        | Reiter                        | Pferd/ Pferde                                 | 1. Prüfung | 2. Prüfung    | Punkte aus Prüfung 1 und 2 | Punkte, umgerechnet in Strafpunkte | 3. Prüfung    | 3. Prüfung | Straf- punkte |
| Punkte | Reiter                        | Pferd/ Pferde                                 | Punkte     | Straf- punkte | Punkte aus Prüfung 1 und 2 | Punkte, umgerechnet in Strafpunkte | Straf- punkte |            | Straf- punkte |
| ------ | ----------------------------- | --------------------------------------------- | ---------- | ------------- | -------------------------- | ---------------------------------- | ------------- | ---------- | ------------- |
| 1      | Beezie Madden                 | Breitling                                     | 38         | 38            | 76                         | 0                                  | 0             | 4          | 4             |
| 2      | Devin Ryan                    | Eddie Blue                                    | 35         | 28            | 63                         | 6                                  | 0             | 0          | 6             |
| 3      | Henrik von Eckermann          | Mary Lou                                      | 33         | 35            | 68                         | 4                                  | 0             | 4          | 8             |
| 4      | McLain Ward                   | Azur                                          | 28         | 31            | 59                         | 8                                  | 4             | 4          | 16 (65,72 s)  |
| 5      | Olivier Philippaerts          | Legend of Love                                | 25         | 34            | 59                         | 8                                  | 4             | 4          | 16 (66,49 s)  |
| 6      | Eduardo Álvarez Aznar         | Rokfeller de Pleville                         | 31         | 20            | 51                         | 12                                 | 0             | 4          | 16 (66,68 s)  |
| 7      | Carlos Enrique Lopez Lizarazo | Admara                                        | 30         | 27            | 57                         | 9                                  | 5             | 2          | 16 (73,24 s)  |
| 8      | Daniel Deußer                 | Cornet d'Amour                                | 36         | 5             | 41                         | 17                                 | 0             | 1          | 18            |
| 9      | Pieter Devos                  | Espoir                                        | 32         | 22            | 54                         | 11                                 | 0             | 8          | 19 (66,22 s)  |
| 10     | Steve Guerdat                 | Bianca                                        | 27         | 10            | 37                         | 19                                 | 0             | 0          | 19 (66,25 s)  |
| 11     | Douglas Lindelöw              | Zacramento                                    | 29         | 30            | 59                         | 8                                  | 4             | 8          | 20            |
| 12     | Marcus Ehning                 | Cornado NRW                                   | 34         | 8             | 42                         | 17                                 | 4             | 0          | 21 (67,68 s)  |
| 13     | Roger-Yves Bost               | Sangria du Coty                               | 26         | 25            | 51                         | 12                                 | 0             | 9          | 21 (70,77 s)  |
| 14     | Alison Robitaille             | Ace                                           | 24         | 23            | 47                         | 14                                 | 1             | 9          | 24            |
| 15     | Urmas Raag                    | Ibelle van de Grote Haart                     | 16         | 24            | 40                         | 18                                 | 5             | 2          | 25            |
| 16     | Jamie Barge                   | Luebbo                                        | 14         | 32            | 46                         | 15                                 | 8             | 4          | 27            |
| 17     | Harrie Smolders               | Zinius und Emerald                            | 22         | 36            | 58                         | 9                                  | 8             | 12         | 29            |
| 18     | Paul Estermann                | Lord Pepsi                                    | 15         | 18            | 33                         | 21                                 | 0             | 9          | 30 (68,61 s)  |
| 19     | Robert Whitaker               | Catwalk IV                                    | 18         | 17            | 35                         | 20                                 | 5             | 5          | 30 (70,57 s)  |
| 20     | Michael Whitaker              | Hot Stuff                                     | 23         | 19            | 42                         | 17                                 | 1             | 17         | 35            |
| 21     | Kevin Staut                   | Reveur de Hurtebise und Silver Deux de Virton | 5          | 33            | 38                         | 19                                 | 8             |            | (27)          |
| 22     | Kristen Vanderveen            | Faustino de Tili                              | 13         | 21            | 34                         | 21                                 | 8             |            | (29)          |
| 23     | Ibrahim Bisharat              | Chactino                                      | 7          | 26            | 33                         | 21                                 | 9             |            | (30)          |
| 23     | Mark McAuley                  | Miebello                                      | 19         | 13            | 32                         | 22                                 | 8             |            | (30)          |
| 23     | Julien Epaillard              | Usual Suspect d'Auge                          | 17         | 15            | 32                         | 22                                 | 8             |            | (30)          |
| 26     | Jamie Kermond                 | Constellation                                 | 12         | 11            | 23                         | 26                                 | 5             |            | (31)          |
| 27     | Simon Delestre                | Chadino und Chesall                           | 21         | 29            | 50                         | 13                                 | 19            |            | (32)          |
| 28     | Felipe Amaral                 | Premiere Carthoes                             | 8          | 16            | 24                         | 26                                 | 9             |            | (35)          |
| 29     | Andrew Kocher                 | Navalo de Poheton                             | 20         | 3             | 23                         | 26                                 | 12            |            | (38)          |
| 30     | Richard Spooner               | Arthos R und Chatinus                         | 9          | 14            | 23                         | 26                                 | N.GES.        |            |               |
| 31     | Rein Pill                     | A Brok                                        | 10         | 7             | 17                         | 29                                 |               |            |               |
| 32     | Sarah Scheiring               | Dontez                                        | 4          | 12            | 16                         | 30                                 |               |            |               |
| 32     | Billy Raymont                 | Oaks Redwood                                  | 6          | 9             | 15                         | 30                                 |               |            |               |
| 34     | Abdulrahman Alrajhi           | Chilli Pepper van de Helle                    | 2          | 6             | 8                          | 34                                 |               |            |               |
| 34     | Charlie Jacobs                | Cassinja S                                    | 3          | 4             | 7                          | 34                                 |               |            |               |
| 36     | Denis Lynch                   | All Star                                      | 11         | DISQ          |                            |                                    |               |            |               |
| 37     | Gustavo Ramos                 | Izzy Miaki                                    | 1          | N.GES.        |                            |                                    |               |            |               |

AUFG = aufgegeben / verzichtet
AUSG = ausgeschieden
DISQ = disqualifiziert
N.GES. = nicht gestartet

#### Weitere Prüfungen
Im Rahmen des Weltcupfinalturniers von Paris fand zudem ein CSI 2*-Turnier mit sechs Springprüfungen statt. Dessen Hauptprüfung war eine Springprüfung mit einmaligem Stechen über 1,45 m Höhe am Sonntagmorgen. Es waren überwiegend französische Reiter am Start, es siegte Olivier Perreau mit der neunjährigen Stute Dolce Deceuninck.
Die Weltcupreiter hatten außerdem die Möglichkeit, in einem mit 100.000 Euro dotierten Springen am Samstagabend anzutreten. Sechs der 45 Paare blieben im ersten Umlauf ohne Fehler, die besten 12 Paare zogen gemäß Regelwerk in den zweiten Umlauf ein. Vor vier französischen Reiter (auf den Plätzen zwei bis fünf) gewann Daniel Deußer mit dem 14-jährigen Schimmel Cornet.
Ergebnis Grand Prix Equithème:
|               | Reiter           | Pferd           | 1. Umlauf | 1. Umlauf     | 2. Umlauf | 2. Umlauf |
| Straf- punkte | Reiter           | Pferd           | Zeit (s)  | Straf- punkte | Zeit (s)  |           |
| ------------- | ---------------- | --------------- | --------- | ------------- | --------- | --------- |
| 1             | Daniel Deußer    | Cornet          | 0         | -             | 0         | 45,33     |
| 2             | Patrice Delaveau | Aquila          | 0         | -             | 0         | 46,41     |
| 3             | Cédric Angot     | Saxo de la Cour | 0         | -             | 4         | 46,83     |

(beste 3 von 45 Teilnehmern)